# Ulises Carrión
Ulises Carrión (San Andrés Tuxtla,  1941 – Amszterdam 1989. október) mexikói művész, író, kiadó és könyvkereskedő volt.
1972-ben Hollandiába emigrált, és 1975-ben nyitotta meg az „Other books and so archiv” boltját Amszterdamban, 1977-78-ban az Ephemera című lapkiadószerkesztője volt, majd 1978-ban kezdte publikálni az „errata mail international system”-et.
Ulises Carrión nevéhez kötődik a művészkönyv „feltalálása”. 1975-ben spanyolul publikálta egy polémikus vers formájában esszéjét „a könyvcsinálás új művészete” címmel (Plural No. 41, Mexikóváros. 1975). Később az esszé angolul is megjelent kissé rövidített formában (in Kontexts No 6/7, Amsterdam, 1975.) Valamelyest megváltoztatott formában a szöveg a Remont Galéria katalógusában is megjelent (Varsó, 1976). Az Art Contemporary európai kiadásában is megjelent (No. 9, Vol. III No 1, San Francisco, 1977). Európában is kiadták esszéjét, a lengyel fordítás pedig 1977-ben jelent meg, (in Linia February-March, Varsó, 1977). A német fordítás a frankfurti „Wolkenkratzer” művészlapban jelent meg 1982 októberében (Heft 3/82). Az esszé angol és német változatát megtaláljuk a „Művészi könyvek honlapon”. Ulises 1984 óta holland állampolgár volt.

## Könyvkiadványok
- Carrión Ulises, Kiadó, From Bookworks to Mailworks, other books and so, Amsterdam, 1978
- Carrión Ulises, Cres, Amsterdam, 1978
- Carrión Ulises, The Muxlows, Kiadógalária Leaman, Düsseldorf, 1978
- Carrión Ulises, Mirror box, Stempelplaats Amsterdam, 1979 (nyomtatvány fehér filcen, oldalak összetűzve)
- Carrión Ulises, Rubber Stamp Books, Lomholt Formular Press, Odder, 1979
- Carrión Ulises, Namen en adressen, Agora - Studio, Maastricht, 1980
- Carrión Ulises, Second Thoughts, VOID Distributors, Amsterdam, 1980
- Carrión Ulises / Agius Juan J., Kiadó, Beeld Boeken, Galerie da Costa, Amsterdam, 1980
- Carrión Ulises / Crozier Robin, u.a., Kunst in der Öffentlichkeit, Marode Editions, Würzburg, 1981
- Carrión Ulises / Kretschmer Hubert, die neue kunst des büchermachens, Wolkenkratzer Verlag, Frankfurt, 1982

## Lapkiadványok
- Carrión Ulises, Kiadó, Commonpress 5, Amsterdam, 1978 (Box Boxing Boxers)
- Carrión Ulises u.a., Ephemera, Other Books and So, Amsterdam, ab 1978